# Грифид ап Ридерх
Грифид ап Ридерх (валл. Gruffydd ap Rhydderch, умер в 1055) — король Гвента и Морганнуга с 1033 по 1055 год, король Дехейбарта и фактический правитель всего южного Уэльса с 1047 года. Представитель династии Ридерха ап Иестина.

## Биография
После гибели своего отца в 1031/1033 году Грифид унаследовал его владения в верхнем Гвенте и Гвинллуге. Завоёванная же Ридерхом корона Дехейбарта вернулась к местной династии Диневура в лице Маредида и Хивела, сыновей Эдвина ап Эйниона. Маредид погиб в 1035 году, а Хивел в начале 1040-х вступил в конфронтацию с Грифидом ап Лливелином, который к этому времени подчинил себе север, став королём Поуиса и Гвинеда, и продолжил свою экспансию на юг. Эта борьба закончилась победой правителя Гвинеда — в 1044 году сын Эйниона был окончательно разбит вместе с союзным флотом викингов в битве у устья Тауи, сам Хивел погиб. Местная династия Дехейбарта не смогла представить замену на роль лидера сопротивления северному принцу, чем, возглавив его, и воспользовался Грифид ап Ридерх, унаследовавший от отца также и претензии на верховную власть в южном Уэльсе. Согласно Хронике Принцев, в 1043 году(по Гвентианской хронике в 1050 году) произошло сражение Грифида и его брата Риса против Грифида Гвинедского.
Для укрепления своих позиций в Дехейбарте Грифид ап Лливелин со своим английским союзником Свеном Годвинсоном, эрлом Херефордшира, предпринимает в 1046 году поход на юг, приведя движение сопротивления к миру. Однако уже в следующем году знать Истрад-Тиви нападает на личную гвардию правителя Гвинеда и убивает около 140 человек, что приводит Грифида ап Ридерха к трону Дехейбарта. После этого в грамотах «Книги из Лландава» он именуется не просто как король Морганнуга, как ранее, но как правитель всего южного Уэльса, также его называет и Англосаксонская хроника (лат. regis Australium Walensium).
В качестве короля Дехейбарта Грифид ап Ридерх сталкивается с необходимостью противостоять вторжениям викингов, самое крупное из которых происходит в 1049 году. Сын Ридерха спасает страну от разграбления, перевезя всё ценное из прибрежных территорий во внутренние лесистые земли страны, а затем и вовсе заключает союз с захватчиками и использует их для решения своих политических сложностей. Пока он был занят борьбой за корону Дехейбарта, в нижнем Гвенте вновь поднялась и укрепилась местная династия Гливисинга, представитель которой Мейриг ап Хивел успешно удерживал силой власть с 1045 года. Получив мир с викингами Грифид с флотом из 36 кораблей разоряет Гвент-Искойд и окрестности устья Аска, а затем переправляется через Уай и вторгается в английские земли. Епископ Вустерский Элдред собирает против Грифида войска, однако тот, получив предупреждение от валлийцев из лагеря епископа, наносит англичанам упреждающий удар и разбивает их. В 1053 году Грифид закрепил успех, совершив рейд по английскому побережью Северна.
Флоренс Вустерский записывает, что «Рис, брат Грифида, правителя Южного Уэльса» был убит «из-за грабежа, которые он часто совершал», и его голова была принесена королю в Глостер 4 января 1053 года. Симеон Даремский сообщает, что «брат Гриффида, правителя южно-валлийского … Рис» был убит «в Булендуме», а его голова прислана королю в Глостер «накануне прозрения нашего Господа» в 1053 году. Однако гвентианская хроника записывает, что «Рис сын Лливелина ап Сейсила, брат князя Грифидда», и что он «отправился в Гламорган и Гвент … и люди страны напали на него и погнали его к границам Мерсии, где они поймали и обезглавили его, и отправил голову Эдварду, королю саксов, в Глостер» в 1056 году.
Грифид ап Ридерх проявил себя очень деятельным и успешным королём, и, вероятно, мог более ярко вписать своё имя в историю Уэльса, если бы не его более великий соперник — в 1055 году Грифид ап Лливелин, объединяя Уэльс под своей рукой, вторгся в Дехейбарт, разгромил войска сына Ридерха, который был убит в битве. Согласно же Хронике Принцев это произошло в 1054 году, а Гвентианская хроника зафиксировала это за 1057 год. Его сын Карадог ап Грифид принял в наследство от отца владения в Гвенте, а также продолжил борьбу отца и деда за власть в южном Уэльсе и корону Дехейбарта.